# Jimmy Delgado
Jimmy Delgado (* Guayaquil, Ecuador, 9 de mayo de 1990) es un futbolista ecuatoriano que juega de delantero en la Universidad Católica de la Serie A de Ecuador.

## Trayectoria
El delantero ecuatoriano empezó a jugar en el Nueve de Octubre, luego pasó a Liga de Cuenca. En 2009 fichó por el Atlético Audaz. Año seguido llega a Universidad Católica. Luego de dos temporadas irregulares con el club 'camarata' es cedido a Cuniburo en el 2011, donde destaca como figura y goleador del equipo.
Desde 2012 juega en Aucas. En el 2015 la Universidad Católica se hace con los servicios del jugador, regresando al club tras 5 años.

## Clubes
| Club                 | País    | Año           |
| -------------------- | ------- | ------------- |
| Nueve de Octubre     | Ecuador | 2007 - 2008   |
| Liga de Cuenca       | Ecuador | 2008          |
| Atlético Audaz       | Ecuador | 2009          |
| Universidad Católica | Ecuador | 2010 - 2011   |
| Cuniburo FC          | Ecuador | 2011          |
| Aucas                | Ecuador | 2012-2014     |
| Universidad Católica | Ecuador | 2015-presente |

## Palmarés

### Campeonatos nacionales
| Título            | Club  | País    | Año  |
| ----------------- | ----- | ------- | ---- |
| Segunda Categoría | Aucas | Ecuador | 2012 |
| Serie B           | Aucas | Ecuador | 2014 |

### Distinciones individuales
| Distinción                        | Año  |
| --------------------------------- | ---- |
| Goleador de la Serie B de Ecuador | 2014 |